# Heath, Derbyshire
Heath är en by i civil parish Heath and Holmewood, i distriktet North East Derbyshire, i grevskapet Derbyshire, i England. Byn är belägen 8 km från Chesterfield. Byn nämndes i Domedagsboken (Domesday Book) år 1086, och kallades då Lunt.